# Ji Xinpeng
Ji Xinpeng (n. 30 decembrie 1977, Shashi District⁠(d), Hubei, Republica Populară Chineză) este un jucător de badminton ce a reprezentat Republica Populară Chineză, medaliat olimpic. A participat la o ediție a Jocurilor Olimpice (2000) în care a câștigat o medalie de aur.